# NIS-code
De NIS-code (Frans: code INS) is een alfanumerieke code voor geografische gebieden die toegepast wordt voor statistische verwerkingen in België. Deze code werd in het midden van de jaren 60 ontwikkeld door het Nationaal Instituut voor de Statistiek (NIS) (nu Statbel) en ze werd voor het eerst gebruikt tijdens de volkstelling van 1970.

## Opbouw van de code
De NIS-code bestaat uit 5 cijfers:
- Het eerste cijfer geeft de provincie aan; indien dit cijfer door 4 nullen wordt gevolgd, is dit de code voor de volledige provincie (Voorbeeld:70000 → provincie Limburg)
- Het tweede cijfer geeft het arrondissement binnen deze provincie aan; indien achter de eerste twee cijfers drie nullen volgen, is dit de code voor het volledige arrondissement (Voorbeeld: 71000 → arrondissement Hasselt)
- De laatste drie cijfers geven de unieke code van de gemeente binnen het arrondissement aan (Voorbeeld: 71066 → gemeente Zonhoven)

## Speciale gevallen
- België kreeg de code 01000 toegewezen.
- De drie gewesten kregen de codes 02000, 03000 en 04000 voor respectievelijk het Vlaams Gewest, het Waals Gewest en het Brussels Hoofdstedelijk Gewest toegewezen.
- In 1995 werd de provincie Brabant (met als eerste cijfer een "2") gesplitst in Vlaams-Brabant en Waals-Brabant. Vlaams-Brabant kreeg code 20001 toegewezen en Waals-Brabant kreeg 20002 toegewezen. De arrondissementen behielden hun oude code.
- De provincies en de Brusselse gemeenten worden alfabetisch gesorteerd op hun Franse naam.

## Wijzigingen
- In 1970 en 1976 kregen alleen fusiegemeenten met een nieuwe naam een nieuwe NIS-code toegewezen. De nieuwe code was dan een volgnummer volgend op het laatste nummer in de lijst van gemeenten per arrondissement.
- Bij de recentere fusies kreeg elke fusiegemeente zo'n nieuw nummer, ook als die de naam van een gefusioneerde gemeente overnam (Aalter en Deinze), terwijl de codes van de deelgemeenten ongewijzigd bleven.
- Gemeenten die van naam veranderen of die van administratief arrondissement veranderen, krijgen ook een nieuwe code. Zo had Komen oorspronkelijk code 54002. Die wijzigde niet bij de fusie in 1976. Die wijzigde wel toen de naam uitgebreid werd tot Komen-Waasten in 1982 (nieuwe code 54010). Die wijzigde opnieuw bij de afschaffing van het arrondissement Moeskroen in 2018 (nieuwe code 57097).
- Gemeenten die door de fusie van Belgische gemeenten hun zelfstandigheid verloren en deelgemeenten werden, verloren ook hun NIS-code. Per fusiegemeente bleef er maar 1 NIS-code over. Tegelijkertijd werd de opbouw van de codering van de statistische sectoren aangepast. Er werd per deelgemeente een letter toegevoegd na de NIS-code van de fusiegemeente om aan te geven tot welke deelgemeente een bepaalde sector behoort.
- Het arrondissement Brussel-Randgemeenten met code 22000 dat in 1971 opging in het arrondissement Halle-Vilvoorde verloor eveneens zijn code door de fusie. De gemeenten binnen dit arrondissement kregen een nieuwe NIS-code toegewezen.

## Voorbeelden
40000: provincie Oost-Vlaanderen
- 4 Provincie Oost-Vlaanderen
- 44 Arrondissement Gent
- 0000 de code slaat op de volledige provincie

32000: arrondissement Diksmuide
- 3 Provincie West-Vlaanderen
- 2 Arrondissement Diksmuide
- 000 de code slaat op het volledige arrondissement

73032: gemeente Hoeselt
- 7 Provincie Limburg
- 3 Arrondissement Tongeren
- 032 Gemeente Hoeselt

61012: gemeente Clavier
- 6 Provincie Luik
- 1 Arrondissement Hoei
- 012 Gemeente Clavier

23105: gemeente Affligem
- 23 Arrondissement Halle-Vilvoorde
- 105 Gemeente Affligem (nieuwe gemeentenaam zodat het nummer niet meer overeenkomt met de alfabetische plaats)

71022E: deelgemeente Stokrooie
- 7 Provincie Limburg
- 1 Arrondissement Hasselt
- 022 Fusiegemeente Hasselt
- E Deelgemeente Stokrooie (oude code voor de fusies: 71056)